# La Bataille de Vienne
La Bataille de Vienne est un tableau peint à l'huile par l'artiste flamand Gonzales Franciscus Casteels après 1683. Il fait partie de la collection du musée (pl) du palais de Wilanów, à Varsovie.

## Contexte
La Bataille de Vienne fait partie du cycle des œuvres liées à la glorification de la personne et des actes héroïques du roi de Pologne et grand-duc de Lituanie, Jean III Sobieski, après la bataille victorieuse de Vienne le 12 septembre 1683, qui fut le couronnement des succès militaires du souverain de la république des Deux Nations. Dans ce contexte, les commandes d'œuvres affluent pour immortaliser ses triomphes par le biais de divers moyens artistiques.

## Description
La scène d'une puissante attaque de l'armée de la coalition anti-turque contre le camp de l'armée ottomane du grand vizir Kara Mustafa, présentée en plusieurs plans, se déroule sur fond d'un paysage vallonné. Au loin, un panorama en glacis de Vienne, capitale de l'archiduché d'Autriche entourée de fortifications, avec la tour de la cathédrale Saint-Étienne dominant la ville. Parmi la cohue des combattants, dans le coin inférieur gauche du tableau, Sobieski, vêtu d'une longue robe gris argent et d'un manteau violet doublé d'hermine, attire l'attention. D'un mouvement expressif, il lève un sabre tenu dans sa main droite et fait tourner sa monture. La couleur de l'image est vert olive avec quelques accents de costumes rouges et roses et de chevaux blancs.
L'auteur du tableau, Gonzales Franciscus Casteels, n'était visiblement pas présent lors de la bataille, car les formations des troupes, ainsi que les détails de l'armement et des bannières, ne sont pas conformes à la vérité historique.